# Svegliatevi!
Svegliatevi! è una rivista edita e pubblicata dai Testimoni di Geova. È la seconda rivista più distribuita al mondo, seconda solo alla rivista La Torre di Guardia, offerta gratuitamente dagli stessi Testimoni di Geova nella loro opera di predicazione. Svegliatevi! (chiamata in precedenza L'età d'oro e Consolazione) nasce nel 1946 in lingua inglese. In italiano viene pubblicata dall'8 agosto 1955. Stampata dalla sua nascita in monocromia, dall'8 gennaio 1987 la rivista è a colori grazie a veloci macchine da stampa roto-offset.
Pubblicata quindicinalmente fino al 2005 (giorno 8 e 22 di ogni mese), è diventata mensile dal 2006; bimestrale nel 2016; quadrimestrale dal 2018 e annuale dal 2022. Nel 1990 alla tradizionale rivista cartacea si aggiunge inoltre l'edizione su audiocassetta; dapprima in inglese e dopo in altre lingue (in italiano l'8 gennaio 1997). Quindi edizioni su CD-ROM in formato MP3 (nel 2004 in inglese, nel 2008 in italiano) e su CD (2005 in inglese e 1º giugno 2006 in italiano). Nel 2022 la tiratura di ogni singolo numero vantava 31 460 000 copie stampate in 216 lingue diverse. Scaricabile anche in versione elettronica dall'applicazione JW Library e dal sito.

## Storia
Nell'ottobre 1919, l'Associazione Internazionale degli Studenti Biblici (The International Bible Student Association), così come erano denominati allora i Testimoni di Geova, pubblicò una rivista: L'età d'oro (The Golden Age), con lo scopo dichiarato di usare tale rivista "per volgere l'attenzione della gente al Regno messianico". Nell'ottobre 1937 L'età d'oro  venne rinominata Consolazione (Consolation). La rivista Consolazione durante il periodo del nazismo non risparmiò ampie denunce contro Adolf Hitler, il suo crudele regime e i campi di concentramento e sterminio esistenti in Europa.
"Come si può rimanere in silenzio", chiedeva, per esempio, Consolazione nel 1939, "di fronte agli orrori di un paese, come la Germania, in cui 40.000 persone innocenti vengono arrestate in un colpo solo; in cui 70 di loro sono state messe a morte in una sola notte in una sola prigione; ... in cui tutte le case, gli istituti e gli ospedali per gli anziani, i poveri e i bisognosi e tutti gli orfanotrofi vengono distrutti?". Nell'agosto 1946 Consolazione venne di nuovo rinominata in Svegliatevi! dal gennaio 2006 passò dalla cadenza quindicinale a quella mensile; nel 2016 bimestrale; e dal 2018 quadrimestrale.

## Scopo
Secondo i Testimoni, lo scopo de L'età d'oro - Consolazione - Svegliatevi! è incentrato sul Regno di Dio. L'età d'oro aveva lo scopo di "volgere l'attenzione della gente al Regno messianico". Consolazione "quello di sostenere la verità e di consolare i molti che erano oppressi nel periodo in cui il mondo era nel caos della Seconda guerra mondiale".
La rivista Svegliatevi! quello "di difendere la verità biblica e proclamare il Regno di Dio come unica speranza dell'uomo".

## Contenuti
A differenza della rivista La Torre di Guardia (offerta di solito con la rivista Svegliatevi!), improntata quasi esclusivamente su articoli biblici che comprendono spiegazioni di profezie bibliche, qualità e comportamento cristiano, consigli biblici su problemi, ministero cristiano ed esperienze significative di Testimoni di Geova, la rivista Svegliatevi! è un mensile che affronta ed analizza temi di vario genere che spaziano dall'archeologia biblica e non, alle tecnologie e alle sue influenze sul genere umano, alla natura e alle usanze di popoli, alla storia biblica ed ai suoi personaggi, ai giovani e i loro problemi, alle malattie e alle cure relative, alla medicina, fisica e chimica, ad analisi e cause di problemi sociali, a condizioni culturali e a punti di vista di esperti sulla evoluzione, sulla biologia ed antropologia, e a feste pagane, neopaganesimo e religioni.
La rivista ha inoltre rubriche fisse come "Il punto di vista biblico", che analizza determinati temi alla luce di ciò che dice la Bibbia, considerando i vantaggi psichici e molte volte fisici di chi applica il punto di vista biblico nella propria vita. "I giovani chiedono" offre consigli biblici pratici ad adolescenti, adulti e genitori nonché soluzioni su come superare le sfide che volta per volta su vari fronti si pongono ai giovani. "Uno sguardo al mondo" raccoglie notizie flash su curiosità, notizie varie, problemi e comportamenti nel mondo. Ci sono inoltre rubriche che riprendono commenti e considerazioni dei lettori su articoli precedenti di Svegliatevi! e quelle riguardanti i bambini che vengono coinvolti in semplici quiz biblici e non, figurati. Molti lettori hanno trovato particolarmente stimolanti anche le "Esperienze" di vita vissuta di persone che hanno trasformato totalmente la loro vita (violenti, drogati, immorali) dopo aver conosciuto la Bibbia divenendo Testimoni, che saltuariamente sono riportate nella rivista.

## Scrittori
Direttore responsabile de L'età d'oro prima e poi di Consolazione, fu Clayton J. Woodworth, un ex editore e scrittore di libri di testo poi membro del Corpo direttivo dei Testimoni di Geova. Con la ridenominazione della rivista Consolazione in Svegliatevi!, la redazione della rivista divenne anonima. La sua pubblicazione è curata dal Comitato degli Scrittori del Corpo direttivo e si avvale di collaboratori Testimoni sparsi in tutto il mondo.

## Diffusione
La rivista è stampata in 221 lingue diverse in 19 nazioni. Alcune filiali dei Testimoni di Geova di queste nazioni stampano in più lingue per nazioni che non hanno impianti litografici. Su una tiratura di circa 93 354 000 copie pubblicate in marzo, luglio e novembre, il 25% del totale viene stampato in più lingue nella filiale dei Testimoni di Geova di Toronto in Canada. La rivista Svegliatevi! è la seconda rivista più diffusa al mondo dopo La Torre di Guardia.

## Media e supporti
La rivista Svegliatevi! è disponibile in 208 lingue oltre che in formato cartaceo anche in formato PDF, MP3, AAC ed EPUB. Supporti: usati in precedenza cassette audio, oggigiorno si usano supporti CD e DVD. Inoltre alcune edizioni della rivista Svegliatevi!  così come regolarmente la rivista La Torre di Guardia ed alcune altre importanti pubblicazioni dei Testimoni di Geova vengono anche preparate in segni-grafici braille a beneficio dei ciechi e degli ipovedenti. Dal numero di aprile 2013, la rivista ha anche un Codice QR per accedere direttamente al sito ufficiale dei Testimoni di Geova: www.jw.org/it, che contiene diverse pubblicazioni online, come anche la rivista Svegliatevi!.

## Distribuzione
Mentre negli anni precedenti il 1980 per la parziale copertura delle spese di stampa si richiedeva di contribuire con una piccola somma in denaro, dal 1980 in poi la rivista viene pubblicata gratuitamente, così come accade per tutte le altre pubblicazioni. A farsi carico delle spese di stampa e diffusione sono gli stessi Testimoni o anche persone non Testimoni, che rilasciano esclusivamente in maniera volontaria e spontanea contribuzioni e donazioni.